# Войдоматис
Войдоматис (греч. Βοϊδομάτης), современное название Викос — река в Греции, левый приток Вьосы. Протекает в Эпире, номе Янина. Признана одной из чистейших рек Европы.
Войдоматис берёт начало на склонах горы Тимфи. Результатом геологической работы реки является каньон Викос. Длина реки составляет 15 км.
Войдоматис и её каньон входят в состав национального парка Греции Викос-Аоос.